# 中ノ岳 (日高山脈)
中ノ岳（なかのだけ）は、北海道広尾郡大樹町と日高郡新ひだか町とに跨る山である。日高山脈南部にあり標高1,519mである。

## 概要
日高山脈襟裳十勝国立公園内にある山で、別名「ルートルオマップ山」（道の分かれている所）である。

## 登山ルート
元浦川林道の終点にあたる神威山荘からシュオマナイ川の渡渉を繰り返し、430m二股から支流の南面直登沢を遡るが一般向けではない。
歴舟中ノ川（ルートルオマップ川）ルートは中・上流部に函が連なり急激な増水の警戒を要する川であるので更に一般向けではない。

## 近隣の山
- ペテガリ岳（1,736.2m）
- 神威岳（1,600.2m）
- ソエマツ岳（1,625m）
- ピリカヌプリ（1,630.8m）
- ベッピリガイ山（1,307.6m）